# Guia Circuit
Der Guia Circuit ist eine temporäre Motorsport-Rennstrecke, die alljährlich auf abgesperrten Straßen in der chinesischen Sonderverwaltungszone Macau eingerichtet wird.

## Streckenbeschreibung

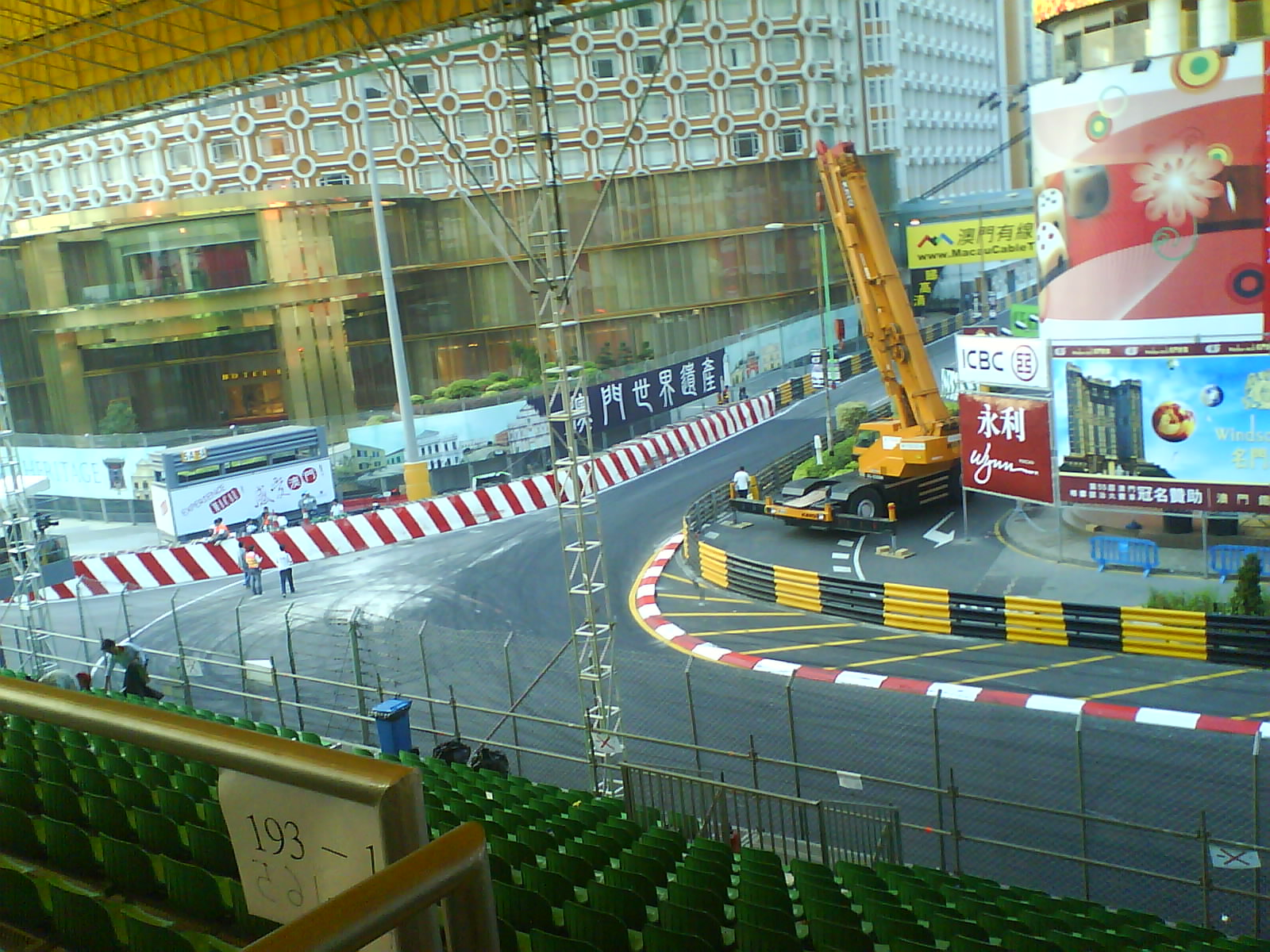
Lisboa-Knick

Die Strecke ist mit 6115 Metern einer der weltweit längsten Stadtkurse und wird im Uhrzeigersinn befahren. Sie besteht aus 2 unterschiedlichen Abschnitten. Der erste ist ein Hochgeschwindigkeitsabschnitt mit langen, bis zu 14 Metern breiten Geraden zwischen der Haarnadelkurve Melco Hairpin – in der aufgrund der Enge in Überholverbot herrscht – und der unfallträchtigen Lisboa-Kurve. An diesen schließt ein kurviger verwinkelter, bis zu 7 m engen Abschnitt an der sich durch den Stadtpark am Guia Hill entlang windet, und auf dem es aufgrund seiner Charakteristik zu spektakulären Massenkollisionen kommen kann. Auf diesem Abschnitt befinden sich die Solitude Esses, eine Kurvenkombination, die nach der ehemaligen Rennstrecke Solitude in Stuttgart benannt ist.

## Geschichte
Als der Große Preis von Macau im November 1954 zum ersten Mal ausgetragen wurde, handelte es sich um ein von lokalen Rennsportfans organisiertes Clubrennen. Seitdem findet jedes Jahr auf dem Guia Circuit der Macau Grand Prix statt. Dabei werden Rennen für Tourenwagen, Motorräder und Monopostos veranstaltet.

## Veranstaltungen

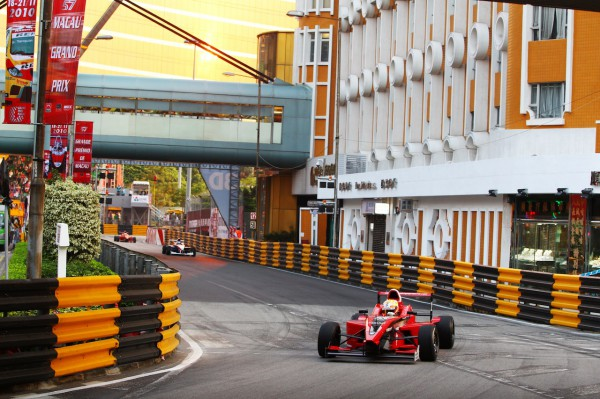
Kurve vor dem San Francisco Hill

Das bekannteste Rennen bildet dabei der Formel 3 Intercontinental Cup. In diesem Rennen treten die besten Fahrer der nationalen und regionalen Formel-3-Meisterschaften gegeneinander an und ermitteln so den inoffiziellen Formel-3-Weltmeister. 2006 gewann der Brite Mike Conway, der Deutsche Adrian Sutil kam als Gewinner der japanischen Formel 3 Meisterschaft auf Platz 3. In den früheren Jahren konnten sich bereits Ayrton Senna (1983), John Nielsen (1984), David Brabham (1989), Michael Schumacher (1990), David Coulthard (1991), Jörg Müller (1993), Sascha Maassen (1994), Ralf Schumacher (1995) und Takuma Satō (2001) in die Siegerlisten eintragen.
2019 findet dort der FIA F3 World Cup statt, da es jetzt keine Europäische Formel-3-Meisterschaft und internationale GP3-Serie, sondern direkt eine internationale Formel 3 gibt. Dieses Rennen wurde von Richard Verschoor im MP Motorsport gewonnen.
Seit 2005 trägt die Tourenwagen-Weltmeisterschaft (WTCC) ihr Saisonfinale im Rahmen des Macao Grand Prix auf dem Guia Circuit aus und stellt damit das Tourenwagen-Rennen.
Als Besonderheit werden auf dem Guia Circuit auch Motorradrennen veranstaltet. Auf anderen Stadtkursen werden aufgrund der hohen Gefährdung für die Fahrer durch die fehlenden Auslaufzonen keine Motorradrennen durchgeführt. 2005 verunglückte der Franzose Bruno Bonhuil in Macao tödlich, nachdem er infolge eines Fahrfehlers in die Leitplanke rutschte.
Im Jahre 2012 gab es im Rahmen des 46. Macau Grand Prix binnen 24 Stunden zwei tödliche Unfälle. Am Donnerstag des Rennwochenendes verunglückte der portugiesische Motorrad-Pilot Luís Carreira im Training tödlich. Das Unglück ereignete sich in der Fisherman’s Kurve. Im Freitagstraining der Tourenwagen verunglückte der chinesische Tourenwagen-Fahrer Yau Wing Choi schwer und erlag im Krankenhaus seinen Verletzungen.